# Premio al Museo Europeo del Año
El Premio al Museo Europeo del Año (en inglés: European Museum of the Year Award, EMYA) es el premio más prestigioso y de más larga duración que se concede a un museo en Europa presentado cada año por el European Museum Forum (EMF) bajo los auspicios del Consejo de Europa.Fue fundado en el año 1977 por el periodista, anti-museólogo, locutor y autor de libros Kenneth Hudson. El objetivo de la distinción de «Museo Europeo del Año» es reconocer la excelencia en la escena museística europea y fomentar y promover los procesos innovadores en el panorama internacional de los museos. El Premio se otorga al museo que contribuya más directamente a atraer audiencias y satisfacer a sus visitantes con un ambiente único, una interpretación y presentación imaginativas, un enfoque creativo orientado a la educación y a la responsabilidad social.
El EMYA se otorga a dos tipos de museos:
- museos establecidos que han abordado una modernización o expansión en los últimos dos años.
- museos nuevos abiertos al público en los dos años anteriores.

Los últimos ganadores han sido museos tanto grandes como pequeños, públicos como privados, de cualquier materia expositiva o nacionalidad: Todos mostraron una excelente calidad pública y cambiar el estándar de calidad en los museos en Europa. Además de las actividades del Consejo Internacional de Museos, el Fondo de Dotación del Consejo Internacional de los Museos (ICOM Fondo) también respalda al Premio Europeo al Museo del Año.
Hasta el año 2023, se han otorgado 45 premios a museos de 18 países diferentes:
- 7: Reino Unido.
- 6: Países Bajos.

- 4: Alemania, España, Francia y Suiza.

- 2: Dinamarca y Turquía.
- 1: Austria, Bélgica, Chipre, Estonia, Grecia, Irlanda, Noruega, Polonia, Rumania y Suecia.

Varios Premios más se presentan simultáneamente por el Foro Europeo de Museos, como el Premio Kenneth Hudson (Kenneth Hudson Award) o el Premio Silletto (Silletto Prize).

## Ganadores del premio museo europeo del año
| Año  | Museo | Museo                                                                                           | Localización        | País         |
| ---- | ----- | ----------------------------------------------------------------------------------------------- | ------------------- | ------------ |
| 1977 |       | Ironbridge Gorge Museum Trust                                                                   | Ironbridge          | Reino Unido  |
| 1978 |       | Schloss Rheydt Museum                                                                           | Mönchengladbach     | Alemania     |
| 1979 |       | Museo de La Camarga                                                                             | Arlés               | Francia      |
| 1980 |       | Catharine Convent Museum                                                                        | Utrecht             | Países Bajos |
| 1981 |       | Peloponnesian Folklore Foundation                                                               | Nauplia             | Grecia       |
| 1982 |       | Museo de Arte e Historia de Saint-Denis                                                         | Saint-Denis         | Francia      |
| 1983 |       | Museum Sarganserland                                                                            | Sargans             | Suiza        |
| 1984 |       | Museo de Zuiderzee                                                                              | Enkhuizen           | Países Bajos |
| 1987 |       | Beamish Museum                                                                                  | Stanley             | Reino Unido  |
| 1988 |       | Museo de Brandts                                                                                | Odense              | Dinamarca    |
| 1989 |       | Museo de Sundsvall                                                                              | Sundsvall           | Suecia       |
| 1990 |       | Fourmies-Trélon Regional Ecomuseum                                                              | Fourmies            | Francia      |
| 1991 |       | Leventio Museum                                                                                 | Nicosia             | Chipre       |
| 1992 |       | State Museum of Technology and Work (hasta 2009, Landesmuseum für Technik und Arbeit)           | Mannheim            | Alemania     |
| 1993 |       | Arte rupestre de Alta                                                                           | Alta                | Noruega      |
| 1994 |       | Museo Nacional de Dinamarca                                                                     | Copenhague          | Dinamarca    |
| 1995 |       | Museo Olímpico                                                                                  | Lausanne            | Suiza        |
| 1996 |       | Muzeul Țăranului Român (Museo de la Rumania campesina)                                          | Bucarest            | Rumania      |
| 1997 |       | Museo de las Civilizaciones de Anatolia                                                         | Ankara              | Turquía      |
| 1998 |       | National Conservation Centre                                                                    | Liverpool           | Reino Unido  |
| 1999 |       | French Museum of Playing Cards                                                                  | Issy-les-Moulineaux | Francia      |
| 2000 |       | Museo Guggenheim Bilbao                                                                         | Bilbao              | España       |
| 2001 |       | National Railway Museum                                                                         | York                | Reino Unido  |
| 2002 |       | Chester Beatty Library                                                                          | Dublín              | Irlanda      |
| 2003 |       | Victoria and Albert Museum - British Galleries (específicamente a las nuevas British Galleries) | Londres             | Reino Unido  |
| 2004 |       | Museo Arqueológico Provincial de Alicante                                                       | Alicante            | España       |
| 2005 |       | Netherlands Open Air Museum                                                                     | Arnhem              | Países Bajos |
| 2006 |       | CosmoCaixa                                                                                      | Barcelona           | España       |
| 2007 |       | Centro de Emigración Alemana                                                                    | Bremerhaven         | Alemania     |
| 2008 |       | Museo de arte Kumu                                                                              | Tallin              | Estonia      |
| 2009 |       | Museo de Salzburgo                                                                              | Salzburgo           | Austria      |
| 2010 |       | Ozeaneum Stralsund                                                                              | Stralsund           | Alemania     |
| 2011 |       | Museo Galo-romano de Tongeren                                                                   | Tongeren            | Bélgica      |
| 2012 |       | Museo de Medina Azahara                                                                         | Córdoba             | España       |
| 2013 |       | Riverside Museum                                                                                | Glasgow             | Reino Unido  |
| 2014 |       | Museo de la inocencia                                                                           | Estambul            | Turquía      |
| 2015 |       | Rijksmuseum                                                                                     | Ámsterdam           | Países Bajos |
| 2016 |       | POLIN Museum of the History of Polish Jews                                                      | Varsovia            | Polonia      |
| 2017 |       | Musée d'ethnographie de Genève                                                                  | Geneva              | Suiza        |
| 2018 |       | Design Museum                                                                                   | Londres             | Reino Unido  |
| 2019 |       | Museo Boerhaave                                                                                 | Leiden              | Países Bajos |
| 2020 |       | Stapferhaus                                                                                     | Lenzburg            | Suiza        |
| 2021 |       | Centro de Biodiversidad Naturalis                                                               | Leiden              | Países Bajos |
| 2022 |       | Museum of the Mind                                                                              | Haarlem             | Países Bajos |
| 2023 |       | L'Etno                                                                                          | Valencia            | España       |
| 2024 |       | Museo Sámi Siida                                                                                | Inari               | Finlandia    |

## Otros premios concedidos por EMYA
Además del Premio al Museo Europeo del Año, EMYA concede cada año otros premios: el Premio al Museo del Consejo de Europa, Premio Kenneth Hudson, Premio del Museo de Portimaõ, Premio Silletto y Premio Meyvaert.

### Premio al Museo del Consejo de Europa (CoE Museum)
Desde 1977, el Premio al Museo del Consejo de Europa (oficialmente, Council of Europe Museum Prize) se entrega a un museo que haya contribuido significtivamente a apoyar los derechos humanos, ampliar el conocimiento de los asuntos sociales, y a promover el diálogo entre culturas.
| Año  | Museo | Museo | Localización   | País                 |
| ---- | ----- | --- | -------------- | -------------------- |
| 1977 |       | Fundación Joan Miró (Fundació Joan Miró)                                                                             | Barcelona      | España               |
| 1978 |       | Museo de Bryggen (Bryggens Museum)                                                                                   | Bergen         | Noruega              |
| 1979 |       | Museo Municipal de Rüsselsheim (Museum der Stadt Rüsselsheim)                                                        | Rüsselsheim    | Alemania             |
| 1980 |       | Museo del Condado de Monaghan (Monaghan County Museum)                                                               | Monaghan       | Irlanda              |
| 1981 |       | Museo de Música de Estocolmo (Musik- och teatermuseet)                                                               | Estocolmo      | Suecia               |
| 1982 |       | Museo de Åland (Ålands museum)                                                                                       | Mariehamn      | Finlandia            |
| 1983 |       | Museo Universal Joanneum (Universalmuseum Joanneum)                                                                  | Graz           | Austria              |
| 1984 |       | Museo Nacional de Vías Navegables (National Waterways Museum)                                                        | Ellesmere Port | Reino Unido          |
| 1984 |       | Living Museum of the Canal du Centre                                                                                 | Thieu          | Bélgica              |
| 1987 |       | Museum Neukölln | Berlín         | Alemania             |
| 1988 |       | Monasterio de las Descalzas Reales                                                                                   | Madrid         | España               |
| 1988 |       | Museo Nacional Bávaro (Bayerisches Nationalmuseum)                                                                   | Múnich         | Alemania             |
| 1989 |       | Museo Histórico Judío (Joods Historisch Museum)                                                                      | Ámsterdam      | Países Bajos         |
| 1990 |       | Museo del Agua (Museu da Água)                                                                                       | Lisboa         | Portugal             |
| 1991 |       | Museo Alemán de la Sal (Deutsches Salzmuseum)                                                                        | Lüneburg       | Alemania             |
| 1992 |       | Argenta Marsh Museum                                                                                                 | Argenta        | Italia               |
| 1993 |       | Museo Arqueológico de Estambul (İstanbul Arkeoloji Müzesi)                                                           | Estambul       | Turquía              |
| 1993 |       | Museo de Kobarid (Kobariški muzej)                                                                                   | Kobarid        | Eslovenia            |
| 1994 |       | Museo Regional de Laponia (Lapin maakuntamuseo)                                                                      | Rovaniemi      | Finlandia            |
| 1995 |       | Casa de la Historia de la República Federal Alemana (Haus der Geschichte der Bundesrepublik Deutschland)             | Bonn           | Alemania             |
| 1996 |       | Museo de Artes Aplicadas de Viena (Museum für angewandte Kunst)                                                      | Viena          | Austria              |
| 1997 |       | Museo de los Niños del Tropenmuseum                                                                                  | Ámsterdam      | Países Bajos         |
| 1998 |       | Museum Centre on Strelka                                                                                             | Krasnoyarsk    | Rusia                |
| 1999 |       | Palais des Beaux-Arts de Lille                                                                                       | Lille          | Francia              |
| 2000 |       | In Flanders Fields                                                                                                   | Ypres          | Bélgica              |
| 2001 |       | Museo del Teatro (Teatterimuseo)                                                                                     | Helsinki       | Finlandia            |
| 2002 |       | Casa Buddenbrook (Buddenbrookhaus)                                                                                   | Lübeck         | Alemania             |
| 2003 |       | Laténium | Hauterive      | Suiza                |
| 2004 |       | Museo de la Sanidad (Sultan II. Bayezid Külliyesi Sağlık Müzesi)                                                     | Edirne         | Turquía              |
| 2005 |       | Museo de la Cultura Bizantina ( Μουσείο Βυζαντινού Πολιτισμού Θεσσαλονίκης)                                          | Salónica       | Grecia               |
| 2006 |       | Churchill Museum | Londres        | Reino Unido          |
| 2007 |       | Museo Internacional de la Reforma (Musée international de la Réforme)                                                | Ginebra        | Suiza                |
| 2008 |       | Svalbard Museum | Longyearbyen   | Noruega              |
| 2009 |       | Zeeuws Museum | Midelburgo     | Países Bajos         |
| 2010 |       | Museo de Portimão (Museu de Portimão)                                                                                | Portimão       | Portugal             |
| 2012 |       | Museo Rautenstrauch-Joest (Rautenstrauch-Joest-Museum)                                                               | Colonia        | Alemania             |
| 2013 |       | Museo de Liverpool (Museum of Liverpool)                                                                             | Liverpool      | Reino Unido          |
| 2014 |       | Museo Baksı (Baksı Muzesi)                                                                                           | Bayburt        | Turquía              |
| 2015 |       | Museo de las civilizaciones de Europa y del Mediterráneo (Musée des civilisations de l'Europe et de la Méditerranée) | Marsella       | Francia              |
| 2016 |       | Centro Europeo de Solidarność (Europejskie Centrum Solidarności)                                                     | Gdańsk         | Polonia              |
| 2017 |       | Memorial ACTe (Mémorial ACTe o Centre caribéen d'expressions et de mémoire de la Traite et de l'Esclavage)           | Pointe-à-Pitre | Francia              |
| 2018 |       | Museo de la Infancia en Guerra (Muzej ratnog djetinjstva)                                                            | Sarajevo       | Bosnia y Herzegovina |
| 2019 |       | Museo de la Comunicación (Museum für Kommunikation)                                                                  | Berna          | Suiza                |
| 2020 |       | Casa de las Hojas (Shtëpia me Gjethe)                                                                                | Tirana         | Albania              |
| 2021 |       | Museo de Historia del Gulag (Музей истории ГУЛАГа)                                                                   | Moscú          | Rusia                |
| 2022 |       | Nano Nagle Place | Cork           | Irlanda              |
| 2023 |       | Museo de los Trabajadores (Arbejdermuseet)                                                                           | Copenhague     | Dinamarca            |

### Premio Kenneth Hudson
Recibe el nombre oficial de Kenneth Hudson Award for Institutional Courage and Professional Integrity en honor a  Kenneth Hudson, fundador del EMYA, y que sostenía una postura museológica crítica e irreverente. Premia a los museos, personas o grupos de personas que tienen el valor de sostener posiciones éticas, que insisten en la responsabilidad y la transparencia.
| Año  | Museo | Museo | Localización  | País         |
| ---- | ----- | --- | ------------- | ------------ |
| 2010 |       | Museo de la Contracepción y el Aborto (Museum für Verhütung und Schwangerschaftsabbruch)                                  | Viena         | Austria      |
| 2011 |       | Museo de las Relaciones Rotas (Muzej prekinutih veza)                                                                     | Zagreb        | Croacia      |
| 2012 |       | Museo del Cementerio de Glasnevin (Glasnevin Cemetery Museum)                                                             | Dublín        | Irlanda      |
| 2013 |       | Museo de Batalha(Museu da Comunidade Concelhia da Batalha)                                                                | Batalha       | Portugal     |
| 2014 |       | Memorial Zanis Lipke (Žaņa Lipkes memoriāls)                                                                              | Riga          | Letonia      |
| 2015 |       | Museo Internacional de la Cruz Roja y de la Media Luna Roja (Musée International de la Croix-Rouge et du Croissant-Rouge) | Ginebra       | Suiza        |
| 2016 |       | Micropia | Ámsterdam     | Países Bajos |
| 2017 |       | Centro Yeltsin (Ельцин Центр)                                                                                             | Ekaterinburgo | Rusia        |
| 2018 |       | Museo Nacional de Estonia (Eesti Rahva Muuseum)                                                                           | Tartu         | Estonia      |
| 2019 |       | Museo de Etnología de Viena (Weltmuseum Wien)                                                                             | Viena         | Austria      |
| 2020 |       | Casa de la Historia de Austria (Haus der Geschichte Österreich)                                                           | Viena         | Austria      |
| 2021 |       | CosmoCaixa | Barcelona     | España       |
| 2022 |       | Wayne Modest, Nanette Snoep, Laura van Broekhoven y Léontine Meijer-van Mensch                                            |               |              |
| 2023 |       | 23,5 Hrant Dink Site of Memory                                                                                            |               | Turquía      |

### Premio del Museo de Portimão
Está patrocinado por el municipio portugués Portimão. Su nombre oficial es Portimão Museum Prize for Welcoming, Inclusion and Belonging. Premia la inclusividad en los museos hacia personas de todo tipo, mediante sus programas, ambiente físico, presentaciones y demás aspectos y actividades.
| Año  | Museo | Museo                                                                                          | Localización | País        |
| ---- | ----- | ---------------------------------------------------------------------------------------------- | ------------ | ----------- |
| 2019 |       | SS Great Britain (Brunel’s SS Great Britain)                                                   | Bristol      | Reino Unido |
| 2020 |       | Museo de Arte Moderno de Vilna (MO muziejus)                                                   | Vilna        | Lituania    |
| 2021 |       | Museo de Gruuthuse (Gruuthusemuseum)                                                           | Brujas       | Bélgica     |
| 2022 |       | Museo Universitario de Bergen, Departamento de Historia Natural (De naturhistoriske samlinger) | Bergen       | Noruega     |
| 2023 |       | Chillida-Leku                                                                                  | Hernani      | España      |

### Premio Silletto
Su nombre oficial es Silletto Prize for Community Participation and Engagement y premia a los museos que promueven la participación y el empoderamiento de la comunidad vinculada al museo.
| Año  | Museo | Museo                                                                                | Localización | País         |
| ---- | ----- | ------------------------------------------------------------------------------------ | ------------ | ------------ |
| 2011 |       | Watersnoodmuseum                                                                     | Ouwerkerk    | Países Bajos |
| 2012 |       | Centro Internacional del Títere de Tolosa (TOPIC)                                    | Tolosa       | España       |
| 2013 |       | MAS                                                                                  | Amberes      | Bélgica      |
| 2014 |       | Museo Saurer (Saurer Museum)                                                         | Arbon        | Suiza        |
| 2015 |       | Familisterio de Guisa (Familistère de Guise)                                         | Guisa        | Francia      |
| 2016 |       | Museo de la Ciudad de Vukovar (Gradski muzej Vukovar)                                | Vukovar      | Croacia      |
| 2017 |       | Museo de Leiria (Museu de Leiria)                                                    | Leiria       | Portugal     |
| 2018 |       | Museo de Construcción Naval en Madera de Betina (Muzej betinske drvene brodogradnje) | Betina       | Croacia      |
| 2019 |       | Museo del Naufragio del St. George (Strandingsmuseum St. George)                     | Thorsminde   | Dinamarca    |
| 2020 |       | 14 Henrietta Street                                                                  | Dublín       | Irlanda      |
| 2021 |       | Museo Etnográfico Kenan Yavuz (Kenan Yavuz Etnografya Müzesi)                        | Beşpınar     | Turquía      |
| 2022 |       | Museo del Calzado y de la Industria (Museu del Calçat i de la Indústria)             | Inca         | España       |
| 2023 |       | Museo Arqueológico Otar Lordkipanidze de Vani, parte del Museo Nacional de Georgia   | Vani         | Georgia      |

### Premio Meyvaert
Es un premio concedido desde 2020 a la sostenibilidad medio ambiental. Previamente era una mención especial.
| Año  | Museo | Museo                                      | Localización | País      |
| ---- | ----- | ------------------------------------------ | ------------ | --------- |
| 2020 |       | Centro del Mar de Frisia (Vadehavscentret) | Ribe         | Dinamarca |
| 2021 |       | Museo Walserhaus                           | Bosco Gurin  | Suiza     |
| 2022 |       | Fábrica Holmegard (Holmegaard Værk)        | Fensmark     | Dinamarca |
| 2023 |       | Museo Suizo de Agricultura                 |              | Suiza     |